# Мухаммад-Реза Ширази
Великий аятолла Мухаммад-Реза Хосейни Ширази (1959 — 1 июня 2008) — шиитский религиозный деятель, старший сын Мухаммада Ширази.

## Биография
Мухаммад-Реза Ширази родился в Кербеле (Ирак) в 1962 году. Позже, вместе со своим отцом, он перебрался сперва в Кувейт, а затем в Кум, где продолжил своё обучение, достигнув статуса алима, имеющего право на иджтихад, в двадцатилетнем возрасте.
Ширази получил известность как талантливый богослов и оратор, чьи лекции ежедневно транслировали несколько каналов. Его авторству принадлежит ряд книг, включая двухтомное толкование Корана.
Он скончался в возрасте 48 лет, рано утром 1 июня 2008 года, находясь в своём доме. Похоронен в Кербеле. По некоторым данным, в траурной процессии принимало участие до двух миллионов человек.